# Lluís I de Savoia-Nemours
Lluís de Savoia-Nemours, nascut el 1615, mort el 16 de setembre de 1641, va ser comte-duc de Ginebra, De Nemours i d'Aumale de 1632 a 1641. Era fill d'Enric, comte de Ginebra i duc de Nemours, i d'Anna de Lorena-Guisa, duquessa d'Aumale.
No es va casar i el seu germà Carles II d'Aumale el va succeir a la seva mort.